# Lalanne-Arqué
Lalanne-Arqué település Franciaországban, Gers megyében. Lakosainak száma 149 fő (2022. január 1.). Lalanne-Arqué Boulogne-sur-Gesse, Manent-Montané, Mont-d’Astarac, Péguilhan és Cap d'Astarac községekkel határos.

## Népesség
A település népességének változása:
| Lakosok száma | 204  | 175  | 167  | 136  | 150  | 159  | 156  | 153  | 150  | 149  |
|               | 1968 | 1982 | 1990 | 2006 | 2013 | 2015 | 2017 | 2019 | 2020 | 2022 |